# Kew
Kew Gardens, (formalno Kraljevski botanički vrtovi, Kew), botanički vrt smješten u Kewu, mjestu bivšeg kraljevskog imanja u londonskoj četvrti Richmond na Temzi. Godine 2003. Vrtovi Kew proglašeni su UNESCO-vom svjetskom baštinom.
Privatni vrtovi njegovani su u Kewu još od 16. stoljeća. Mjesto su 1731. od obitelji Capel kupili Frederick Louis, princ od Walesa, i Augusta, princeza udovica od Walesa, koji su 1759. osnovali vrt za egzotične biljke. Do 1769. sadržavao je više od 3400 biljnih vrsta. Vrtovi su postali poznati pod upravom (1772. – 1819.) Sir Josepha Banksa, a zbirke su rasle i uključivale primjerke iz cijelog svijeta. Pod vodstvom (1841. – 1865.) Sir Williama Jacksona Hookera i njegova sina Josepha Daltona Hookera (1865. – 1885.), vrtovi Kew postali su središte za znanstveno istraživanje i međunarodnu razmjenu biljnih uzoraka. Godine 1840. vrtovi su predani naciji, a do početka 20. stoljeća teren je proširen na sadašnju veličinu od 300 jutara (120 hektara). Kew je započeo plantažnu industriju gume i još uvijek igra važnu ulogu u uvođenju biljaka i kao karantenska stanica.
Vrtovi Kew sadrže oko 28 680 taksona živih biljaka, herbarij od približno sedam milijuna osušenih primjeraka i knjižnicu od oko 130 000 svezaka uz arhivske materijale, periodiku, grafike i crteže. Zbirke tropskih orhideja, sukulenata, tropskih paprati i australskih biljaka su izuzetno dobre.
Od 1965. Kew upravlja botaničkom stanicom u Wakehurst Placeu, West Sussex, a 1974. ondje je osnovana Kew Seed Bank. Godine 1996. nastojanje banke sjemena preraslo je u projekt “Millennium Seed Bank” (kasnije “Millennium Seed Bank Partnership”) za ublažavanje izumiranja rizičnih i korisnih biljaka kroz očuvanje sjemena. Kewova Millennium Seed Bank najveća je banka sjemena divljih biljaka na svijetu. Do 2018. sadržavao je oko 13 posto svjetskih divljih biljnih vrsta, s oko 2,25 milijardi sjemenki iz 189 zemalja. Njegova je misija do 2020. očuvati 25 posto svjetskih biljnih vrsta koje se mogu isplatiti.
Sir William Chambers dizajnirao je Orangery (1761.), izvrstan primjer gruzijske arhitekture; Velika pagoda (1762.), toranj u kineskom stilu visok 163 stope (49,7 metara); te nekoliko manjih spomenika i znamenitosti. Novije građevine uključuju Konzervatorij princeze od Walesa (1987.), Centar za ekonomsku botaniku Sir Joseph Banks (1990.) i centar za posjetitelje (1992.). Japanski vrt otvoren je u Kewu 1996. Godine 2018. Temperate House, najveći preživjeli viktorijanski staklenik na svijetu, ponovno je otvoren nakon obnove vrijedne 57 milijuna dolara.
Među publikacijama institucije je Kew Bulletin (izlazi tromjesečno). Index Kewensis, koji se uređuje u Kewu, održava evidenciju svih opisanih viših biljnih vrsta svijeta od vremena Linnaeusa.